# Betta

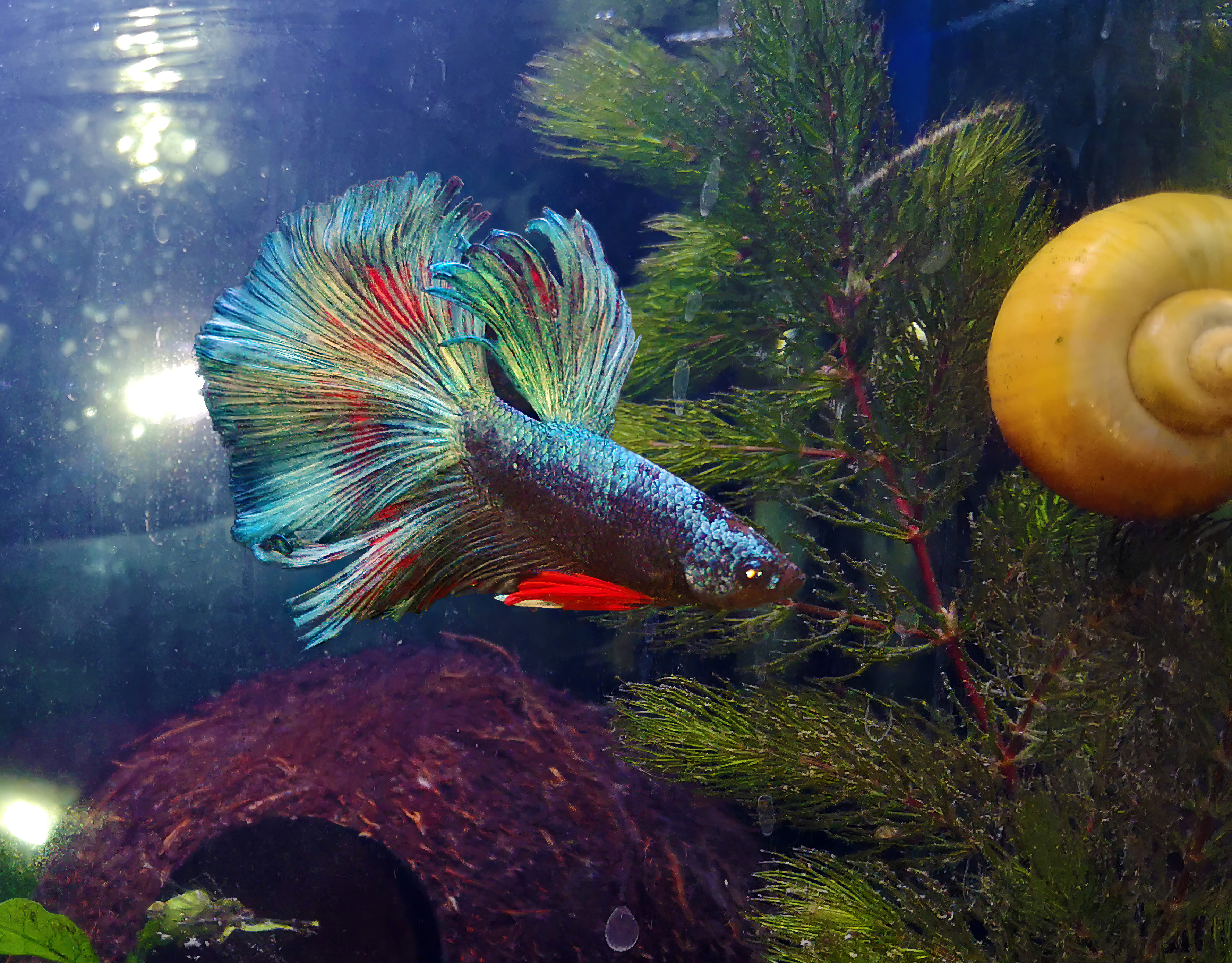
Betta splendens

Betta é um género de peixes pequenos e coloridos da família Osphronemidae. Estão descritas mais de 60 espécies de Betta. Algumas espécies conhecidas são Betta picta, conhecido como Betta pintado e, a espécie mais comum na família Betta, Betta splendens, conhecido como o peixe-lutador-siamês. Os bettas são populares entre as pessoas que praticam o aquarismo.

## Características

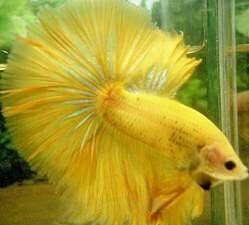
Betta splendens macho

Todos os Betta são pequenos, mas podem variar consideravelmente no tamanho, de 2,5 cm do Betta chanoides até 12 cm do betta-de-akar (Betta akarensis).
Os peixes do género Betta pertencem a Família dos anabantídeos, o que significa que podem respirar o ar atmosférico através de um órgão chamado labirinto, o que lhes permite viver em água pobre em oxigénio dissolvido, como plantações de arroz, riachos de corrente lenta, valas de drenagem e poças de chuva, onde outros peixes não poderiam viver.
Os bettas são divididos em dois grupos, de acordo com o seu comportamento sexual: alguns constroem ninhos de bolhas, como o B. splendens, enquanto outros incubam os ovos na boca, como o B. picta. Estes últimos são por vezes chamados "pseudo-bettas", e especula-se que tenham evoluído de espécies construtoras de ninhos, como adaptação a habitats de corrente rápida.

## Alimentação
Os bettas em aquário devem ser alimentados com pequenas quantidades de comida, duas vezes por dia ou cada 1 dia . A comida pode incluir flocos flutuantes, minhocas liofilizadas ou vivas, ou ainda artêmias secas.
A ração para bettas é constituída por pequenas pastilhas redondas formadas por proteínas, lípidos, fibraa, cinza, umidade, fósforo, certas vitaminas e outros ingredientes.

## Nome

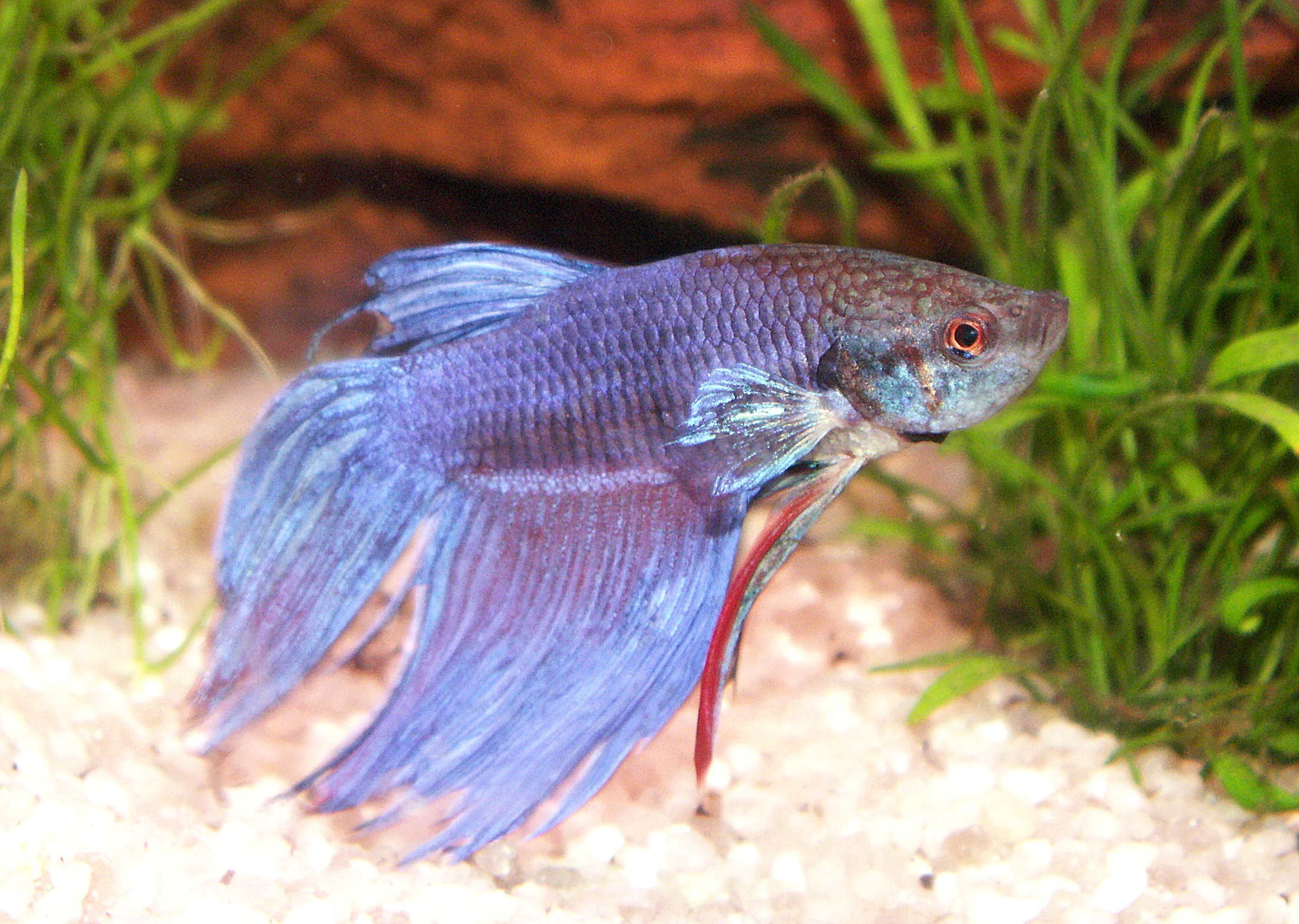
Betta splendens, o peixe-lutador-siamês

Há alguma confusão em relação aos nomes vulgares dos bettas. O "peixe-lutador-siamês", B. splendens, é frequentemente vendido nos Estados Unidos apenas pelo nome "betta", apesar de em 2006 haver cerca de 65 espécies classificadas no género Betta. Outro problema é que o nome Betta, indicando um género biológico, deve ser sempre escrito com maiúscula inicial e em itálico, enquanto que, se for utilizado como um nome comum, deve ser escrito com minúsculas.
O nome comum do Betta pugnax, por exemplo, é betta-de-penang.
Em inglês, o nome Betta (ou betta) pronuncia-se ˈbɛtə, ou seja, a primeira parte é igual à palavra bet (apostar, em inglês) e, por vezes, confunde-se como o nome da letra grega beta, que se pronuncia ˈbeɪtə; por vezes, é ainda escrito erradamente apenas com um t. No entanto, o nome do género não tem nenhuma relação com a letra grega, sendo derivado de ikan bettah, o nome de uma das espécies numa das línguas da Tailândia.

## Estado de conservação
Apesar de muitas espécies de Betta serem comuns (e a B. splendens ser encontrada em praticamente todo o mundo dos aquaristas) outras espécies encontram-se ameaçadas. A Lista Vermelha da IUCN classifica várias espécies de Betta como "vulneráveis" a B. livida encontra-se "em perigo" e as espécies B. miniopinna, B. persephone e B. spilotogena são consideradas "em perigo crítico".
O Programa das Nações Unidas para o Meio Ambiente lista uma espécie não-confirmada, Betta cf. tomi, como tendo sido extinta em Singapura entre 1970 e 1994.
Provavelmente, isto refere-se à extinta população singaporesa de B. tomi, que continua a existir na Indonésia e na Malásia, assim como em cativeiro; a Lista Vermelha classifica-a como "vulnerável.

## Espécies

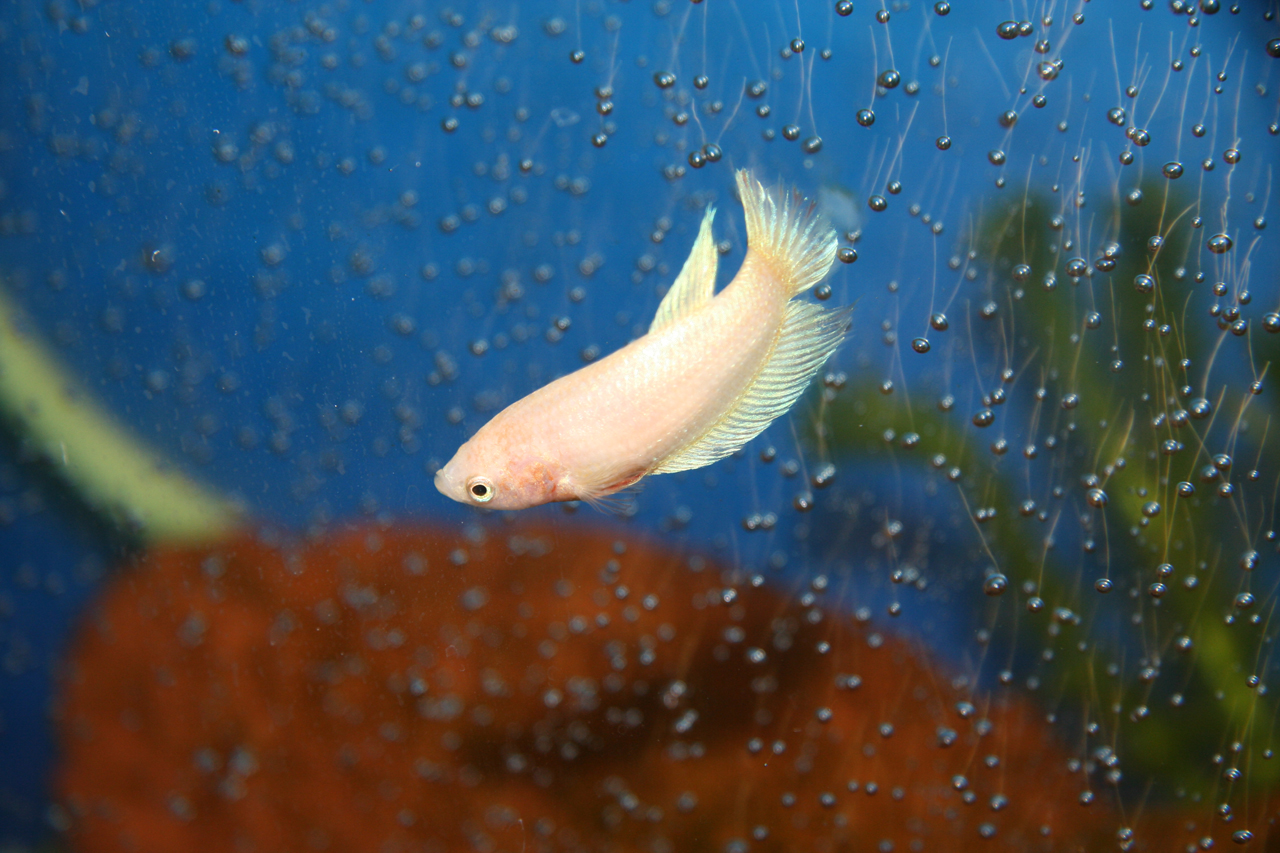
Uma fêmea de Betta splendens

As espécies descritas de Betta foram agrupadas em "complexos" para efeitos de conservação, mas não quer dizer que representem a realidade taxonómica. Os complexos de espécies de Betta  são os seguintes:

- Complexo akarensis:
  - Betta akarensis Regan, 1910 – betta-de-akar
  - Betta antoni Tan & Ng, 2006
  - Betta aurigans Tan & Ng, 2004
  - Betta balunga Herre, 1940
  - Betta chini Ng, 1993
  - Betta ibanorum Tan and Ng, 2004
  - Betta obscura Tan & Ng, 2005
  - Betta pinguis Tan and Kottelat, 1998
- Complexo albimarginata:
  - Betta albimarginata Kottelat and Ng, 1994
  - Betta channoides Kottelat and Ng, 1994
- Complexo anabatoides:
  - Betta anabatoides Bleeker, 1851 – betta gigante
- Complexo bellica:
  - Betta bellica Sauvage, 1884 – betta grácil
  - Betta simorum Tan and Ng, 1996
- Complexo coccina:
  - Betta brownorum Witte and Schmidt, 1992
  - Betta burdigala Kottelat and Ng, 1994
  - Betta coccina Vierke, 1979
  - Betta livida Ng and Kottelat, 1992
  - Betta miniopinna Tan and Tan, 1994
  - Betta persephone Schaller, 1986
  - Betta rutilans Witte and Kottelat in Kottelat, 1991
  - Betta tussyae Schaller, 1985
  - Betta uberis Tan & Ng, 2006
- Complexo dimidiata:
  - Betta dimidiata Roberts, 1989
  - Betta krataios Tan & Ng, 2006
- Complexo edithae:
  - Betta edithae Vierke, 1984
- Complexo foerschi:
  - Betta foerschi Vierke, 1979
  - Betta mandor Tan & Ng, 2006
  - Betta rubra Perugia, 1893 – betta-de-toba
  - Betta strohi Schaller and Kottelat, 1989
- Complexo picta:
  - Betta falx Tan and Kottelat, 1998
  - Betta picta (Valenciennes, 1846) – betta pintada
  - Betta simplex Kottelat, 1994
  - Betta taeniata Regan, 1910 – betta-de-borneu
- Complexo pugnax:
  - Betta breviobesus Tan and Kottelat, 1998
  - Betta cracens Tan & Ng, 2005
  - Betta enisae Kottelat, 1995
  - Betta fusca Regan, 1910 – betta fusca
  - Betta lehi Tan & Ng, 2005
  - Betta pallida Schindler & Schmidt, 2004
  - Betta prima Kottelat, 1994
  - Betta pugnax (Cantor, 1849) – betta-de-penang
  - Betta pulchra Tan and Tan, 1996
  - Betta raja Tan & Ng, 2005
  - Betta schalleri Kottelat and Ng, 1994
  - Betta stigmosa Tan & Ng, 2005
- Complexo splendens:
  - Betta imbellis Ladiges, 1975 – betta-crescente
  - Betta mahachai Panitvong, Nonn, 2002 –
  - Betta smaragdina Ladiges, 1972 – betta-verde-esmeralda
  - Betta splendens Regan, 1910 – peixe-lutador-siamês
  - Betta stiktos Tan & Ng, 2005
- Complexo unimaculata:
  - Betta compuncta Tan & Ng, 2006
  - Betta gladiator Tan & Ng, 2005
  - Betta ideii Tan & Ng, 2006
  - Betta macrostoma Regan, 1910 – betta-ocelada
  - Betta ocellata de Beaufort, 1933
  - Betta pallifina Tan & Ng, 2005
  - Betta patoti Weber and de Beaufort, 1922
  - Betta unimaculata (Popta, 1905) – betta-de-howong
- Complexo waseri:
  - Betta chloropharynx Kottelat and Ng, 1994
  - Betta hipposideros Ng and Kottelat, 1994
  - Betta pi Tan, 1998
  - Betta renata Tan, 1998
  - Betta spilotogena Ng and Kottelat, 1994
  - Betta tomi Ng and Kottelat, 1994
  - Betta waseri Krummenacher, 1986
- Sem associação determinada:
  - Betta apollon Schindler & Schmidt, 2006
  - Betta bangka
  - Betta bungbihn
  - Betta ferox Schindler & Schmidt, 2006
  - Betta sukadan